# Henri Leclerc (Rechtsanwalt)

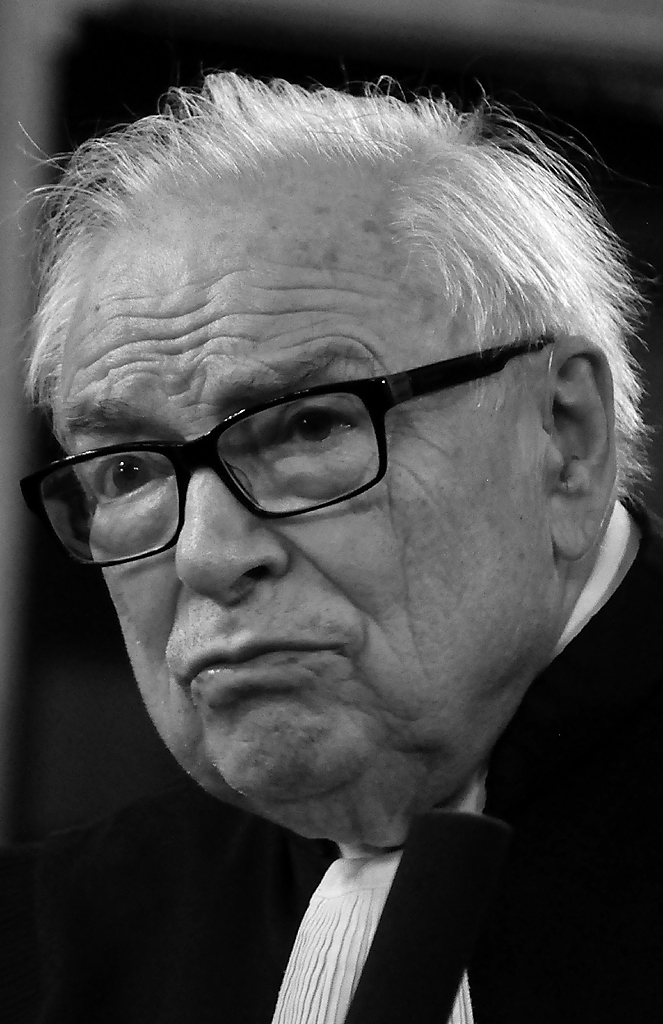
Henri Leclerc 2014

Henri Leclerc (* 8. Juni 1934 in Saint-Sulpice-Laurière; † 31. August 2024 in Villejuif) war ein französischer Strafverteidiger.
Als Mitglied der Ligue des Droits de l’Homme (Französische Liga für Menschenrechte) war er von 1995 bis 2000 deren Präsident und von 2000 bis 2024 Ehrenpräsident.

## Leben
Henri Leclercs Vater war ein Veteran des Ersten Weltkriegs. Er war ein agnostischer Steuerinspektor, während seine Mutter sehr fromm war. Leclerc wuchs mit seinem Bruder und zwei Schwestern in Sceaux, in der Nähe von Paris, auf. Kaum zehn Jahre alt, verfolgte er die großen Prozesse der Befreiung (insbesondere die Prozesse gegen Philippe Pétain, Pierre Laval und Robert Brasillach) durch die Berichterstattung der Presse.
Er schloss seine Sekundarschulausbildung am Lycée Lakanal ab, wo er sich mit dem Sohn von Maurice Thorez anfreundete. 1955 erlangte er seinen Abschluss in Rechtswissenschaften an der juristischen Fakultät von Paris.
Er trat für zwei Jahre der Kommunistischen Partei (PCF) bei. Er verließ die PCF einen Tag vor der Intervention der Sowjetunion in Budapest.
2011 schloss er sich Martine Aubrys Wahlkampfteam für die sozialistischen Vorwahlen zur Präsidentschaftswahl 2012 an und fungierte dort als Berater der Kandidatin für Justizfragen, zusammen mit der ehemaligen Justizministerin Élisabeth Guigou und Marie-Pierre de La Gontrie.
2012 unterzeichnete er die Kolumne „Für eine neue Republik“, in der er dazu aufrief, für den Kandidaten François Hollande zu stimmen.
Henri Leclerc war der Schwager von Nicos Poulantzas.

## Karriere als Anwalt
Am 14. Dezember 1955 wurde Leclerc als Anwalt vereidigt. Er begann seine Karriere an der Seite des Anwalts Albert Naud, der als Anwalt von Pierre Laval während der Säuberung bekannt war. Er erbte dessen juristische Bibliothek, die dieser selbst von Raymond Poincaré erhalten hatte.
Als Mitglied der Pariser Anwaltskammer war er von 1995 bis 2000 Präsident der Französischen Liga zur Verteidigung der Menschen- und Bürgerrechte und anschließend deren Ehrenpräsident.
Einige der Mandanten, die Henri Leclerc in juristischen Auseinandersetzungen vertrat, waren
- der Herausgeber der Zeitung Libération,
- der Mathematiker Alexandre Grothendieck,
- Richard Roman,
- Lucien Léger (angeklagt des Mordes am elfjährigen Luc Taron; beim Prozess gegen ihn assistierte Leclerc Maître Albert Naud),
- Michel Vaujour,
- François Besse,
- Roger Knobelspiess,
- Florence Rey,
- Dr. Archambault,
- Hélène Viannay-Castel und
- Dominique Strauss-Kahn (den er 2011 gegen die Anklage von Tristane Banon wegen versuchter Vergewaltigung und 2015 in der sogenannten „Carlton-Affäre“ gegen die Anklage wegen Förderung der Zuhälterei und Vergewaltigung verteidigte; das erste Verfahren wurde eingestellt, das zweite endete mit Freispruch für Dominique Strauss-Kahn[7][8]).

Zu den Fällen, die er gewann, gehören: der Fall der Unruhen im Mai 1968, die Unabhängigkeitsaktivisten von Guadeloupe, die Familie eines linken Aktivisten, der 1972 von einem Wachmann in der Renault-Fabrik ermordet wurde, der Fall der Geheimarmee zur Befreiung Armeniens, protestierende Iraner sowie die Aktivisten der Insel Groix.
In den 1970er Jahren wurde Leclerc zu einem der juristischen Giganten dieser Zeit und agierte neben Persönlichkeiten wie Robert Badinter und Georges Kiejman. Le Figaro schrieb über ihn: „Junge Anwälte greifen die Gerichte an, um von ihnen zu lernen. Unter ihnen war Leclerc etwas anderes: der schillernde Menschenfreund und der bewegendste Gott in Schwarz.“
Er begleitete die soziale Bewegung, Seite an Seite mit arbeitenden Bauern, Bergarbeitern, der CFDT sowie Aktivisten, die für die Verbesserung der Haftbedingungen kämpften – er prangerte die Haftbedingungen in Hochsicherheitsgefängnissen an und setzte sich für eine unabhängige Presse ein.

## Tod
Leclerc starb am 31. August 2024 im Paul-Brousse-Krankenhaus in Villejuif im Alter von 90 Jahren an einem Schlaganfall.

## Ehrungen
- Ehrenlegion